# John Philip Holland
John Philip Holland (ga. Seán Pilib Ó Maolchalann, ur. 29 lutego 1840, zm. 12 sierpnia 1914) – konstruktor i wynalazca pochodzenia irlandzkiego, jeden z pionierów konstrukcji okrętów podwodnych, który wspólnie z Edmundem Zalinskim zbudował pierwszy okręt podwodny formalnie wcielony do U.S. Navy oraz pierwszy okręt podwodny Royal Navy o nazwie Holland 1, zbudowany w 1901 roku.

## Młodość

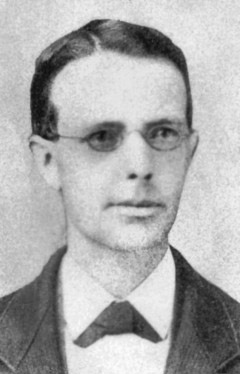

Był jednym z czterech synów matki-Irlandki Máire Ní Scannláin i ojca-Anglika Johna Hollanda. Przyszedł na świat w Liscannor w hrabstwie Clare, w Irlandii, a angielskiego nauczył się dopiero w lokalnej szkole z językiem wykładowym angielskim oraz – od roku 1858 – na kursach Kongregacji Christian Brothers w miejscowości Ennistymon. Holland, wobec kłopotów ze zdrowiem, opuścił Christian Brothers w roku 1873.
Wraz z bratem Mícheálem działał w IRB, poprzedniczce IRA. Mícheál wprowadził go do tajnej organizacji rewolucyjnej, gdzie Holland przedstawił plan budowy małego okrętu podwodnej, która mogłaby być przetransportowana na pokładzie statku handlowego w pobliże niespodziewającego się niczego brytyjskiego okrętu i – po zwodowaniu – zaatakować go.

## Konstruktor okrętów podwodnych
Holland wyemigrował do Stanów Zjednoczonych w roku 1873. Podjął początkowo pracę w firmie konstrukcyjnej, ale wkrótce został nauczycielem w Szkole Katolickiej św. Jana w Paterson, w stanie New Jersey. W roku 1875 przedstawił swój pierwszy projekt okrętu podwodnego komisji zakupów U.S. Navy, ale projekt został odrzucony jako niepraktyczny. Amerykanie Irlandzkiego pochodzenia, skupieni w organizacji prorewolucyjnej Fenian nie zapomnieli o nim jednak i starali się finansować prace badawcze Hollanda tak, by mógł zrezygnować z posady nauczyciela. W roku 1881 zwodowany został okręt podwodny Fenian Ram, ale wkrótce potem doszło do gwałtownego zerwania wszelkich kontaktów Hollanda z Fenianami, głównie w związku z kłopotami finansowymi wewnątrz organizacji Fenian oraz pomiędzy Fenianami a Hollandem. Fenianie ukradli obydwa pierwsze okręty Holland I oraz Fenian Ram i przetransportowali je do New Haven w stanie Connecticut
Holland stale pracował nad poprawieniem konstrukcji swych eksperymentalnych okrętów podwodnych, aż wreszcie, 17 maja 1897 roku, zwodował pierwszy udany okręt zbudowany za prywatne pieniądze. Okręt ten mógł pokonywać w zanurzeniu znaczne dystanse i jako pierwszy wyposażony był w osobne silniki elektryczne do napędzania śrub pod wodą oraz benzynowe do użycia przy pływaniu nawodnym. Został zakupiony – po przeprowadzeniu dokładnych testów – przez US Navy (11 kwietnia 1900) i wcielony do służby 12 października tegoż roku jako USS Holland (SS-1). Sześć dalszych okrętów tego typu zostało zamówionych i zbudowanych pod kierownictwem Arthura Buscha, głównego konstruktora stoczni Crescent w Elizabeth, tej samej, w której powstał USS Holland (SS-1)..

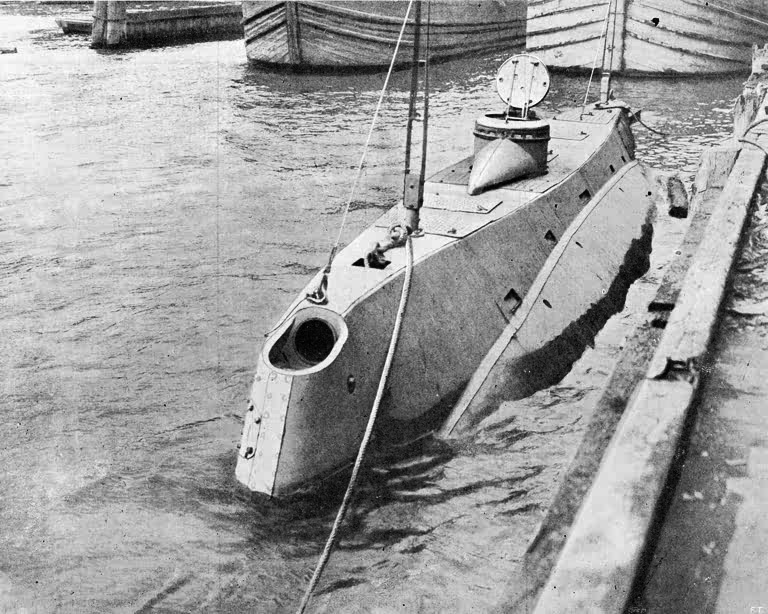
USS Holland (SS-1), 1898

Projekt USS Holland został zaadaptowany również przez innych, w tym Royal Navy, która rozpoczęła budowę okrętów podwodnych typu „Holland” i Japońską Cesarską Marynarkę Wojenną, która przyjęła zmodyfikowaną wersję podstawowego projektu dla budowy swych pierwszych pięciu okrętów podwodnych. Okręty te były o co najmniej trzy metry dłuższe od prototypu. Te japońskie okręty były również budowane przez Arthura Buscha, tym razem w stoczni Fore River Ship and Engine Company w Quincy.
John Philip Holland zbudował także prototypy okrętów Holland II i Holland III. Prototyp czwartego okrętu znanego też jako Zalinski Boat był wynikiem współpracy Hollanda z wynalazcą Edmundem Zalinskim; konstrukcja ta została uzbrojona między innymi w opracowane przez Zalinskiego pneumatyczne działo torpedowe.
Poświęciwszy 57 z 74 lat swego życia budowie okrętów podwodnych, John Philip Holland zmarł w sierpniu 1914 roku w Newark.